# Йонак, Иржи
Иржи Йонак (чеш. Jiří Jonák; 20 августа 1963, Пльзень, Чехословакия) — чехословацкий и чешский хоккеист, защитник. Выступал в различных лигах с 1982 по 2014 год. Бронзовый призёр чемпионата мира 1992 года.

## Карьера
Иржи Йонак является воспитанником клуба «Шкода» Пльзень. С 1982 по 1998 год выступал в элитных лигах Чехословакии, Финляндии и Чехии. С 1998 по 2014 год играл в низших немецких и чешских лигах. Самым главным успехом в карьере Иржи Йонака является бронзовая медаль чемпионата мира 1992 года, завоёванная в составе сборной Чехословакии.

## Достижения
- Серебряный призёр молодёжного чемпионата мира 1983 и чемпионата Чехии 1997
- Бронзовый призёр чемпионата мира 1992 и чемпионата Чехии 1998

## Статистика
- Чешская экстралига / чемпионат Чехословакии — 483 игры, 143 очка (52+91)
- Чемпионат Финляндии — 58 игр, 15 очков (2+13)
- Сборная Чехословакии — 7 игр, 1 очко (0+1)
- Всего за карьеру — 548 игр, 159 очков (54 шайбы + 105 передач)